# Tripsycha
Tripsycha is een geslacht van weekdieren uit de klasse van de Gastropoda (slakken).

## Soort
- Tripsycha tripsycha (Pilsbry & Lowe, 1932)